# Akymichneumon rufipes
Akymichneumon rufipes là một loài tò vò trong họ Ichneumonidae.